# Jakob le menteur (film)
Pour les articles homonymes, voir Jakob le menteur.
Pour plus de détails, voir Fiche technique et Distribution.
Jakob le menteur (Jakob the Liar) est un remake américain du film du même nom de 1975, réalisé en 1996 par Peter Kassovitz et mettant en vedette Robin Williams. Le film, sorti en 1999, a été adapté par Didier Decoin et Kassovitz du livre éponyme de 1969 de Jurek Becker.

## Synopsis
Pendant la Seconde Guerre mondiale, Jakob vit avec les siens dans un ghetto en Pologne. Pour être sorti cinq minutes avant le couvre-feu, il est convoqué dans le bureau de l'officier allemand de garde, où en attendant l'arrivée de celui-ci, il entend par hasard un bulletin de la radio allemande qui fait état de revers des armées du Reich face aux forces soviétiques. Le jeune officier se montre cruel et attend qu'il reste moins d'une minute pour lui enjoindre de se dépêcher de rentrer au ghetto par ses propres moyens, sachant parfaitement qu'il se fera fusiller sans sommation s'il est surpris à l'extérieur. Sur le chemin il tombe sur Lina, une petite fille qui a pu s'échapper d'un train, qu'il va héberger chez lui. Jakob partage ce secret avec son ami Mischa, en lui faisant jurer de ne rien dire à personne. Mais lorsque le père de la fiancée de Mischa lui refuse la main de la jeune fille en lui disant qu'il ne voit aucune raison d'être optimiste quant à l'avenir, Mischa lui annonce la nouvelle. Le lendemain matin, tous ceux que Jakob rencontre le saluent avec respect et croient qu'il ne nie avoir une radio que parce que la possession d'une radio est punie de mort.
Lorsqu'un médecin lui annonce que depuis la nouvelle il n'y a plus de suicides dans le ghetto, Jakob décide de continuer à fournir des nouvelles encourageantes, inventées mais souvent en fait réelles, comme un discours de Churchill, ou l'entrée en guerre des États-Unis. Les Allemands entendent parler de la radio et prennent des otages, qu'ils exécuteront si le propriétaire de la radio ne se dénonce pas. Jakob se dénonce, et il a beau dire que la radio n'existe pas, il est presque battu à mort, et n'est épargné qu'à condition qu'il annonce à tout le monde qu'il mentait et qu'il n'a pas de radio. Mais au moment de le faire, Jakob refuse d'enlever l'espoir aux habitants du ghetto, et il est exécuté sommairement par le commandant.
La suite de l'histoire est racontée par la voix de Jakob : tous les Juifs sont mis dans des wagons en direction d'un camp où ils meurent tous… mais non, leur train est arrêté par des tanks russes qui les libèrent ; on ne sait pas laquelle des versions est à mettre au compte des mensonges de Jakob et laquelle est la vérité.

## Fiche technique
- Titre original : Jakob the Liar
- Titre français : Jakob le menteur
- Réalisation : Peter Kassovitz
- Scénario : Peter Kassovitz et Didier Decoin, d'après le livre de Jurek Becker
- Photographie : Elemér Ragályi (hu)
- Musique : Ed Shearmur
- Production : Steven Haft (en), Marsha Garces (en)
- Sociétés de distribution : Columbia Pictures
- Pays de production : États-Unis
- Langue : Anglais
- Budget : 45 000 000 $
- Genre : Tragi-comédie
- Durée : 120 minutes
- Dates de sortie :
  - États-Unis : 24 septembre 1999
  - France : 20 octobre 1999

## Distribution
Source et Légende doublage : VF = Version Française
- Robin Williams (VF : Michel Papineschi) : Jakob
- Hannah Taylor-Gordon (VF : Adeline Chetail) : Lina
- Éva Igó : mère de Lina
- István Bálint : père de Lina
- Justus von Dohnányi (VF : Hans-Jorg Schnass) : Preuss
- Kathleen Gati (en) : Hooker
- Bob Balaban (VF : Denis Boileau) : Kowalsky
- Alan Arkin (VF : Gilles Segal) : Frankfurter
- Michael Jeter (VF : Michel Fortin) : Avron
- Mark Margolis (VF : William Sabatier) : Fajngold
- János Gosztonyi (hu) : Samuel
- Liev Schreiber (VF : Jérôme Rebbot) : Mischa
- Armin Mueller-Stahl (VF : Jean Lescot) : Kirschbaum
- Ádám Rajhona (hu) : The Whistler
- Antal Leisen (hu) : Peg-Leg
- Mathieu Kassovitz : Herschel
- Péter Rudolf (hu) (VF : Joël Zaffarano) : Roman
- Jan Becker (de) : Young German
- János Kulka (en) : Nathan
- Gregg Bello : Blumenthal
- Nina Siemaszko (VF : Caroline Victoria) : Rosa
- Grazyna Barszczewska (pl) (VF : Annie Bertin) : Mrs. Frankfurter

## Financement
Peter Kassovitz a essayé cinq années durant de financer ce film, sans succès. C'est après avoir récupéré les droits qu'il s'est orienté vers les États-Unis où Marsha Garces Williams, épouse de Robin Williams, a eu un coup de cœur et y a vu un rôle fait pour son mari. Retentissant échec commercial, ce film a fait perdre une importante somme aux producteurs. Certaines scènes ont été tournées à Lodz d'où vient l'auteur du scénario, Jurek Becker.